# Maria Barbara Wintergerst
Maria Barbara Wintergerst (* 22. Februar 1791 in Wallerstein; † 25. April 1861 in Ellwangen, Jagstkreis) war eine deutsche Porträt-, Genre- und Miniaturmalerin sowie Zeichenlehrerin.

## Leben
Maria Barbara, genannt „Babette“, war die jüngste Tochter des Altarmalers und Wirtes Anton Wintergerst (1737–1805) und dessen zweiter Ehefrau Maria Barbara Bux († 1833), Tochter des Fayencefabrikanten Johann Baptist Bux († 1800) aus Schrezheim. Eine künstlerische Ausbildung erhielt sie bei ihrem Vater und bei ihrem Bruder Josef Wintergerst, der ab 1810 in Rom eine nazarenische Prägung erfahren hatte und nach Tätigkeiten als Zeichenlehrer in Aarau und Ellwangen ab 1822 an der Kunstakademie Düsseldorf unterrichtete.
Sie selbst war auch eine erfolgreiche Zeichenlehrerin. Außerdem fand sie als Malerin von Bildnissen und Miniatur-Genrestücken künstlerische Anerkennung. Zusammen mit ihrem Bruder Josef schuf sie 1821 die Deckenfresken zur Ausstattung von Chor und Schiff der St.-Antonius-Kapelle in Elwangen-Schrezheim. Maria Barbara Wintergerst starb unverheiratet.
Werke von ihr wurden unter anderem in die Sammlung des Schlossmuseums Ellwangen aufgenommen.